# Tuba Kuta Bolong
Der Tuba Kuta Bolong (französische Schreibweise Tuba Kuta Bôlon) ist ein rechter Nebenfluss des westafrikanischen Gambia-Flusses.

## Geographie
Der Tuba Kuta Bolong entspringt im gambisch-senegalesischen Grenzgebiet in der Region Tambacounda (Senegal). Der Fluss fließt auf einer Länge von ungefähr 19 Kilometern in westlicher Richtung, bis er nordwestlich des Ortes Basse Santa Su in den Gambia-Fluss mündet.
Der Zusatz Bolong, den viele Nebenflüsse des Gambias haben, bedeutet in der Sprache der Mandinka „bewegliches Wasser“ oder „Nebenfluss“.